# Spicomacrurus
A Spicomacrurus a sugarasúszójú halak (Actinopterygii) osztályának a tőkehalalakúak (Gadiformes) rendjébe, ezen belül a hosszúfarkú halak (Macrouridae) családjába tartozó nem.

## Rendszerezés
A nembe az alábbi 4 faj tartozik:
- Spicomacrurus adelscotti (Iwamoto & Merrett, 1997)
- Spicomacrurus dictyogadus Iwamoto, Shao & Ho, 2011
- Spicomacrurus kuronumai (Kamohara, 1938) - típusfaj
- Spicomacrurus mccoskeri Iwamoto, Shao & Ho, 2011